# HC Olympik Praha
HC Olympik Praha (celým názvem: Hockey Club Olympik Praha) byl český klub ledního hokeje, který sídlil v pražském Smíchově. Zanikl v roce 2017. V letech 2011–2017 působil v Pražské krajské lize, čtvrté české nejvyšší soutěži ledního hokeje.
Své domácí zápasy odehrával na zimním stadionu Nikolajka s kapacitou 2 100 diváků.

## Přehled ligové účasti
Stručný přehled
Zdroj:
- 2007–2011: Krajský přebor - Praha (4. ligová úroveň v České republice)
- 2011–2017: Pražská krajská liga (4. ligová úroveň v České republice)

Jednotlivé ročníky
Zdroj:
Legenda: ZČ - základní část, červené podbarvení - sestup, zelené podbarvení - postup, fialové podbarvení - reorganizace, změna skupiny či soutěže
| Česko (2007 – 2017) |                        |           |           |                                       |                     |
| Sezóny              | Soutěž                 | Úroveň    | ZČ        | Play-off, nadstavba, sk. o udržení... | Poznámky            |
| 2007/08             | Krajský přebor - Praha | 4. úroveň | 4. místo  |                                       |                     |
| 2008/09             | Krajský přebor - Praha | 4. úroveň | 7. místo  |                                       |                     |
| 2009/10             | Krajský přebor - Praha | 4. úroveň | 4. místo  |                                       |                     |
| 2010/11             | Krajský přebor - Praha | 4. úroveň | 4. místo  | Skupina o umístění (5. místo)         | Změna názvu soutěže |
| 2011/12             | Pražská krajská liga   | 4. úroveň | 4. místo  |                                       |                     |
| 2012/13             | Pražská krajská liga   | 4. úroveň | 9. místo  | Skupina o umístění (10. místo)        |                     |
| 2013/14             | Pražská krajská liga   | 4. úroveň | 10. místo | Skupina o umístění (10. místo)        |                     |
| 2014/15             | Pražská krajská liga   | 4. úroveň | 10. místo | Skupina o umístění (9. místo)         |                     |
| 2015/16             | Pražská krajská liga   | 4. úroveň | 9. místo  | Zápas o 5. místo (prohra)             |                     |
| 2016/17             | Pražská krajská liga   | 4. úroveň | 9. místo  | Zápas o 5. místo (prohra)             |                     |